# Skogs- och jordbrukets forskningsråd
Skogs- och jordbrukets forskningsråd (SJFR), ursprungligt namn Statens råd för skogs- och jordbruksforskning, var en tidigare svensk myndighet som existerade 1945 till 2000. SJFR var ett forskningsråd som förmedlade finansiering till forskning inom de areella näringarna. Från 1 januari 2001 togs SJFR:s uppgifter över av forskningsrådet Formas.